# درغاه قلي
درغاه‌ قلي هي قرية في مقاطعة ماكو، إيران. عدد سكان هذه القرية هو 45 في سنة 2006.